# Начальная школа
Нача́льная шко́ла — первые несколько лет среднего или общего образования, в ходе которых проводится обучение чтению, письму, элементарной арифметике и базовым знаниям об окружающем мире. Обычно отличается от средней школы тем, что в начальной школе большинство предметов преподаёт один учитель, в средней школе в общем случае каждый предмет преподаёт отдельный учитель-предметник. В большинстве стран мира начальное образование является первой ступенью обязательного образования и обычно предоставляется бесплатно, но может также предлагаться платными частными школами. Продолжительность начального образования отличается в разных странах. Например, в России она составляет 4 года, во Франции 5 лет, в Мексике и Японии 6 лет.
Термин «начальная школа» (фр. école primaire) появился во Франции в 1802 году. Термин «начальная школа» иногда используется в США в отношении к первым восьми классам, то есть как к начальному образованию, так и к неполному среднему образованию.

## Умения и навыки
В результате усвоения предметного содержания начального общего образования ученики приобретают новые учебные умения, навыки и осваивают новые способы деятельности.

### Познавательная деятельность
Школьник должен уметь наблюдать за объектами окружающего мира: описывать наблюдаемый объект и характеризовать происходящие с ним изменения. Кроме того, он должен уметь сравнивать два объекта, выявлять сходства и различия, а также объединять объекты по общему признаку, отличать часть от целого.
Учащийся должен иметь навыки проведения измерений простейшими измерительными приборами и использовать эти измерения для построения количественных соотношений и решения задач.
Ученик должен уметь решать творческие задачи, импровизировать, составлять план действий и разыгрывать воображаемые ситуации.

### Речевая деятельность и работа с информацией
Сюда входит работа с учебными, художественными и научно-популярными текстами: осознанное чтение вслух и про себя, определение темы и главной мысли текста. Школьник должен уметь строить высказывания, выражающие его мысль, как простые, так и сложные.
Учащийся должен овладеть умениями работы с информацией и использования компьютера для этих целей. Он должен уметь строить табличное представление некоторой модели, а также упорядочивать данные по данному критерию.

### Организация деятельности
Ученик должен иметь навыки выполнения простейших алгоритмов, самостоятельно определять последовательность действий для решения учебных и прикладных задач. Кроме того, он должен уметь оценивать результаты своей деятельности, выявлять и описывать возникшие трудности и самостоятельно находить пути их устранения. Более того, он должен предвидеть возможные трудности заранее и стараться их избежать.
Школьник должен привыкать к учебному сотрудничеству. Он должен уметь общаться с товарищами, договариваться с ними, при необходимости распределять между ними работу, оценивать свой вклад в общее дело и общий результат деятельности.

## Европа
В Древней Греции и Риме мальчики получали образование от своих матерей до семи лет, а затем они начинали формальное образование. В Спарте до двенадцати лет мальчики обучались в военной академии, развивающей физическую подготовку и боевые навыки, а также чтение, письмо и арифметику, в то время как в Афинах упор делался бы на понимание законов полиса, чтение, письмо, арифметику, музыку, гимнастику и атлетику. Девочки получали домашнее образование. В Риме начальная школа называлась «лудус» (ludus), а учебная программа включала изучение как латыни, так и греческого языка.
С 13 века богатые английские купцы жертвовали деньги священникам, чтобы они «создали школу для обучения грамматике». Эти ранние школы должны были обучать мальчиков базовой или элементарной грамматике. Возрастного ценза в школах не было. Среди ранних начальных школ Англии можно отметить Ланкастерскую королевскую школу, Королевскую латинскую школу, Букингемскую и Стокпортскую школу. Реформация и роспуск монастырей (1548 г.) нарушили финансирование многих школ.

## Россия
В России начальное общее образование считается обязательным и общедоступным. Обучение детей в начальных школах обычно начинается с достижения ими возраста шести лет шести месяцев при отсутствии противопоказаний по состоянию здоровья, но не позже достижения ими возраста восьми лет.
Очевидно, что именно начальное образование формирует те общеучебные навыки и умения, уровень освоения которых в значительной мере предопределяет успешность всего последующего обучения. Школьники, успешно завершившие начальное общее образование, продолжают обучение на ступени основного общего образования.
В российских средних общеобразовательных школах (СОШ) в наше время преподаются письмо (чистописание в 1 полугодии 1 класса), русский язык, родной язык (если это не русский), чтение, математика, краеведение, история (с 3 класса), окружающий мир, иностранный язык (со 2 класса), изобразительное искусство, музыка, пение, простейшее обеспечение безопасности жизнедеятельности, физическая культура, трудовое обучение (технология), основы религиозных культур и светской этики (4 класс). Также может быть ещё один предмет — введение в искусство.
Большинство предметов, за исключением музыки, физкультуры, иностранного языка и др. как правило, преподаёт один учитель — классный руководитель. Остальные предметы, как правило, преподают другие учителя.
В первом классе, как правило, оценки выставляются только положительные (4 — «хорошо» и 5 — «отлично»). Также допускаются шуточные печати (красного, зелёного, синего цветов) в тетрадях учеников за более или менее удовлетворительные работы. Начиная со второго класса ставятся все оценки официально (в том числе четвертные и годовые), ученики имеют дневники. В конце учебного года ученикам за отличное окончание (на «5») выдаются похвальные грамоты, за хорошее (на «4» и «5») могут выдаваться благодарственные письма.
При этом делаются скидки на наличие в школе условий для обучения некоторым предметам. Так иностранный язык по программе должен изучаться со второго класса при наличии в образовательном учреждении необходимых условий. Аналогично при наличии необходимых условий в рамках предмета Технология с третьего класса изучается раздел «Практика работы на компьютере (использования информационных технологий)».
Русский язык и Литературное чтение представлены в федеральной образовательной программе в двух вариантах: для школ с обучением на русском языке и для школ с обучением на родном (нерусском) языке.

## Япония
Начальные школы в Японии были впервые созданы в 1875 году. В Японии возраст учеников начальной школы колеблется от 6 до 12 лет, после чего ученики переходят в неполную среднюю школу.
В начальной школе в Японии дети изучают родной язык, естествознание, арифметику, изобразительное искусство, музыку, получают физическое воспитание. Программа обучение единая в Японии, но учебники и учебные пособия руководство школы и муниципалитеты имеют право выбирать самостоятельно.